# Кит Карсон (Колорадо)
Кит Карсон (енгл. Kit Carson) град је у америчкој савезној држави Колорадо.

## Демографија
По попису из 2010. године број становника је 233, што је 20 (-7,9%) становника мање него 2000. године.
| Група             | 2000.       | 2010.       |
| Белци             | 229 (90,5%) | 176 (75,5%) |
| Афроамериканци    | 0 (0,0%)    | 7 (3,0%)    |
| Азијати           | 0 (0,0%)    | 2 (0,9%)    |
| Хиспаноамериканци | 22 (8,7%)   | 42 (18,0%)  |
| Укупно            | 253         | 233         |